# Tilgung (Bundeszentralregister)
Eintragungen im Bundeszentralregister unterliegen der Tilgung. Sie hat den Zweck der Resozialisierung, wobei der Gesetzgeber davon ausgeht, dass Straftaten nach Ablauf bestimmter Fristen nach außen nicht mehr bekannt werden und schließlich auch aus den Unterlagen der Strafverfolgungsbehörden gelöscht werden sollen. Die Tilgung erfolgt dann nach unterschiedlichen Kriterien für das
- Bundeszentralregister, auf das nur Gerichte, Staatsanwaltschaften und bestimmte im BZRG benannte Behörden Zugriff haben und das
- Führungszeugnis, welches vom Betroffenen selbst beantragt wird und meist zur Verwendung im Rahmen einer Bewerbung o. ä. bestimmt ist.

Ausgenommen von der Tilgung im Bundeszentralregister sind Verurteilungen zu lebenslanger Freiheitsstrafe, die Anordnung von Sicherungsverwahrung, die Anordnung der Unterbringung nach § 63 StGB in einem psychiatrischen Krankenhaus und die dauernde Entziehung der Fahrerlaubnis (§ 45 Absatz 3 BZRG). Jedoch kann hier im Rahmen eines Verwaltungsverfahrens die Tilgung im Einzelfall angeordnet werden (§ 49 BZRG). Ebenso können Berufsverbote i. d. R. nicht getilgt werden.
Nach Tilgung dürfen dem Verurteilten die Eintragungen im Rechtsverkehr nicht mehr vorgehalten werden. Er darf sich (wieder) als unbestraft bezeichnen. Die Entfernung aus dem Register erfolgt jedoch zeitverzögert. Die dazwischen liegende Zeitspanne heißt Überliegefrist.

## Fristen
Der Tilgung vorgeschaltet ist ein Zeitraum, nach dem die Eintragung nicht mehr in ein Führungszeugnis aufgenommen wird (§ 34 BZRG).
Die eigentliche Tilgung aus dem Bundeszentralregister erfolgt gemäß § 46 BZRG.
Die Frist für die Nichtaufnahme in ein Führungszeugnis (§ 34 BZRG) beträgt:
- drei Jahre: bei Verurteilungen zu Geldstrafe und Freiheitsstrafe oder Strafarrest von nicht mehr als drei Monaten, Freiheitsstrafe oder Strafarrest von mehr als drei Monaten, aber nicht mehr als einem Jahr, wenn die Vollstreckung der Strafe oder eines Strafrestes gerichtlich oder im Gnadenweg zur Bewährung ausgesetzt, diese Entscheidung nicht widerrufen worden und im Register nicht außerdem Freiheitsstrafe, Strafarrest oder Jugendstrafe eingetragen ist, bei Jugendstrafe von nicht mehr als einem Jahr;
- zehn Jahre: bei Verurteilungen wegen bestimmter Sexualdelikte (§§ 174–180 oder 182 des Strafgesetzbuches) zu einer Freiheitsstrafe oder Jugendstrafe von mehr als einem Jahr;
- fünf Jahre: In allen anderen Fällen.

Die Fristen für die Tilgung aus dem Bundeszentralregister (§ 46 BZRG) lauten:
- fünf Jahre: bei Verurteilungen zu Geldstrafe von nicht mehr als neunzig Tagessätzen, wenn keine Freiheitsstrafe, kein Strafarrest und keine Jugendstrafe im Register eingetragen ist, zu Freiheitsstrafe oder Strafarrest von nicht mehr als drei Monaten, wenn im Register keine weitere Strafe eingetragen ist, zu Jugendstrafe von nicht mehr als einem Jahr, zu Jugendstrafe von nicht mehr als zwei Jahren, wenn die Vollstreckung der Strafe oder eines Strafrestes gerichtlich oder im Gnadenweg zur Bewährung ausgesetzt worden ist, zu Jugendstrafe von mehr als zwei Jahren, wenn ein Strafrest nach Ablauf der Bewährungszeit gerichtlich oder im Gnadenweg erlassen worden ist, zu Jugendstrafe, wenn der Strafmakel gerichtlich oder im Gnadenweg als beseitigt erklärt worden ist, durch welche eine Maßnahme mit Ausnahme der Sperre für die Erteilung einer Fahrerlaubnis für immer und des Berufsverbots für immer, eine Nebenstrafe oder eine Nebenfolge allein oder in Verbindung miteinander oder in Verbindung mit Erziehungsmaßregeln oder Zuchtmitteln angeordnet worden ist;
- zehn Jahre: unter anderem bei Freiheitsstrafe oder Strafarrest von mehr als drei Monaten, aber nicht mehr als einem Jahr, wenn die Vollstreckung der Strafe oder eines Strafrestes gerichtlich oder im Gnadenweg zur Bewährung ausgesetzt worden und im Register nicht außerdem Freiheitsstrafe, Strafarrest oder Jugendstrafe eingetragen ist;
- zwanzig Jahre: bei Verurteilungen wegen bestimmter Sexualdelikte (§§ 174–180 oder 182 des Strafgesetzbuches) zu einer Freiheitsstrafe oder Jugendstrafe von mehr als einem Jahr;
- fünfzehn Jahre: In allen anderen Fällen.

Die Frist beginnt mit dem Datum des Urteils. Bei mehr als einem Urteil (weil z. B. Berufung eingelegt wurde) beginnt die Frist mit dem Datum des ersten Urteils.
Bei Verurteilungen zu Freiheitsstrafe oder Jugendstrafe wird die Frist um die Dauer der Strafe verlängert. Bei Freiheitsstrafe von bis zu einem Jahr und Jugendstrafe bis zu zwei Jahren wird in bestimmten Fällen von der Fristverlängerung abgesehen.

## Situation in Österreich
In Österreich beginnt die Tilgungsfrist, sobald alle Freiheits- oder Geldstrafen vollzogen oder nachgesehen worden sind. Im Fall von nachgesehenen Strafen muss zunächst die Probezeit bestanden werden, bevor die Tilgungsfrist rückwirkend zu laufen beginnt. Die Tilgungsfristen werden nach dem Ausmaß der Strafen berechnet und hängen nicht von der Art des Delikts ab. Sie betragen zwischen drei und fünfzehn Jahren.
Nach Ablauf der Tilgungsfrist scheint die gerichtliche Verurteilung in der Strafregisterbescheinigung nicht mehr auf. Auch die den Verurteilten betreffenden Daten werden aus dem Strafregister gelöscht.
Im Fall einer unbedingten Haftstrafe wegen eines Sexualdelikts oder einer Unterbringung in einer Anstalt für geistig abnorme Rechtsbrecher wird die Tilgungsfrist um die Hälfte verlängert oder gar verdoppelt. Lebenslange Freiheitsstrafen, Freiheitsstrafen im Ausmaß von über fünf Jahren wegen Sexualdelikten sowie Tätigkeitsverbote können nicht getilgt werden.